# Kim Joo-ah
Kim Joo-ah (en hangul, 김주아; nacida en Seúl el 4 de enero de 2004) es una actriz surcoreana.

## Carrera
Kim Joo-ah empezó a asistir a una academia de actuación cuando aún era escolar de primaria. Debutó como actriz infantil en el musical 기차와 할머니 [El tren y la abuela], en 2016.
Su debut en el cine se produjo ese mismo año, en el cortometraje Metamorphosis. Tras algunos otros cortometrajes inéditos, su primera película fue A Boy and Sungreen de 2018, donde fue protagonista con el papel de la estudiante de secundaria Nok-yang, que ayuda a su amigo Bo-hee a encontrar a su padre.
En septiembre de 2019 firmó un contrato con la agencia Different Company.
En 2020 interpretó su primer papel en televisión, en la serie de misterio y terror The Cursed. Su personaje, el de la protagonista Jin-hee cuando era adolescente, tuvo  una aparición breve aunque de relieve, según señaló la crítica.
En 2021 protagonizó la película Kim Min-young of the Report Card con el papel de Jung-hee, una joven que va a visitar a la que fue su amiga íntima de la escuela secundaria tras mucho tiempo sin verse. La película se presentó en el 47.º Festival de Cine Independiente de Seúl, así como en el 22º Festival Internacional de Cine de Jeonju, donde recibió el gran premio en la sección de cine coreano.
En enero de 2022 tuvo un papel secundario en la serie de zombis Estamos muertos. En ella es Yoon I-sak, una vivaz estudiante de secundaria que es la mejor amiga de la protagonista On-jo.

## Filmografía

### Películas
| Año  | Título                           | Hangul          | Papel        | Notas        | Ref.         |
| ---- | -------------------------------- | --------------- | ------------ | ------------ | ------------ |
| 2016 | Metamorphosis                    | 변성기          |              | Cortometraje | [ 5 ]        |
| 2017 | Glimmering                       | 선아의 방       | Seon-ah      | Cortometraje | [ 5 ]        |
| 2017 | Almond: My Voice is Breaking     | 변성기          | Joo-ah       | Cortometraje |              |
| 2018 | Her Bath                         | 그녀의 욕조     | Jin-ah       | Cortometraje | [ 5 ]        |
| 2018 | A Boy and Sungreen               | 보희와 녹양     | Nok-yang     |              | [ 2 ] [ 14 ] |
| 2018 | Herstory                         | 허스토리        | Kim Ju-ah    |              |              |
| 2019 | LingLing                         | 링링            | Jin-a        | Cortometraje | [ 5 ]        |
| 2019 | Knowingly Unknown                | 모르는 사이     | Ye-shin      |              |              |
| 2020 | A Bedsore                        | 욕창            | Park Mi-ra   |              |              |
| 2021 | Kim Min-young of the Report Card | 성적표의 김민영 | Yoo Jung-hee |              | [ 10 ]       |

### Series de televisión
| Año  | Título                          | Papel       | Canal    | Ref.   |
| ---- | ------------------------------- | ----------- | -------- | ------ |
| 2020 | The Cursed                      | Im Jin-hee  | tvN      | [ 15 ] |
| 2021 | Would You Like a Cup of Coffee? | Seo Hye- ji | Kakao TV |        |
| 2022 | Estamos muertos                 | Yoon I-sak  | Netflix  | [ 13 ] |
| 2022 | The Mentalist                   |             |          |        |

## Sesiones fotográficas
| Año  | Publicación        | Título                                                                    | N.º       | Ref.   |
| ---- | ------------------ | ------------------------------------------------------------------------- | --------- | ------ |
| 2021 | Marie Claire Korea | 10 actores que brillaron en el 47º Festival de Cine Independiente de Seúl | diciembre | [ 16 ] |